# Arnett Moultrie
Arnett Moultrie, né le 18 novembre 1990, dans le Queens, à New York, est un joueur américain de basket-ball. Il évolue au poste d'ailier fort.